# Diritti LGBT in Kuwait
In Kuwait la condotta omosessuale maschile è illegale e può portare a gravi multe o anche al carcere, mentre non viene in alcun modo menzionata quella femminile. 
La legge non riconosce le coppie gay, le persone transessuali non possono cambiare legalmente sesso e il travestitismo è stato condannato e perseguito fino al 16 febbraio 2022.

## Leggi in materia di omosessualità
L'unico articolo che punisce gi omsoessuali è il 193 del codice penale, il quale punisce gli atti omosessuali compiuti tra uomini adulti consenzienti fino a un massimo di sei anni di reclusione; se il ""comportamento criminoso" implica anche persone che abbiano meno di 21 anni, allora la pena può essere elevata fino a 10 anni".
Degli atti sessuali tra donne adulte consenzienti invece non si parla, dando forse per scontato che non esistano, quindi tecnicamente non sono da considerarsi proibiti.
Nel febbraio 2005 la polizia ha fermato un gruppo di 28 presunti omosessuali per disturbo dell'ordine pubblico dopo che questi s'erano assembrati al di fuori di un ristorante fast food; il 27 ottobre dello stesso anno ha fatto irruzione per impedire una festa in cui degli omosessuali sembra stessero celebrando un matrimonio.

### Leggi contro l'omosessualità nei media
La legislazione nazionale varata nel 1961 ha diverse regolamentazioni che vengono utilizzate contro le persone LGBT: l'art. 26, ad esempio, vieta "la pubblicazione che viola la moralità pubblica o la dignità personale"; l'art. 37 dà il potere di vietare l'importazione di pubblicazioni che rechino danno "alla moralità pubblica o alla santità della religione".
Nel 2000 la corte d'appello dello Stato ha abbassato le condanne penali inflitte da un tribunale contro due donne i cui libri sfioravano il tema dell'omosessualità, ma ha confermato le multe pecuniarie.

## Espressione dell'identità di genere
Dal 2008 al 2022 il crossdressing in pubblico era illegale. Nel 2003 il tribunale ha respinto il caso di una giovane donna venticinquenne che voleva cambiare il suo nome sui documenti ufficiali dopo aver subito un'operazione di cambiamento di sesso in Thailandia; un anno dopo relazioni successive hanno invece affermato che è possibile per le persone transgender avere i propri documenti modificati, a condizione però che esista una prova sufficiente che tale persona soffra di questa patologia medica.
Fino al 16 febbraio 2022 era in vigore l'articolo 198, il quale vietava di "imitare le caratteristiche e l'aspetto del sesso opposto", pena una multa.

## Movimenti per i diritti LGBT in Kuwait
Nel 2007 un servizio di Al Arabiya ha riferito che un gruppo di kuwaitiani avevano presentato domanda di permesso per poter formare una associazione che si doveva battere a favore dei diritti delle persone LGBT: il ministero del lavoro e degli affari sociali, che deve preventivamente approvare tutti i gruppi d'interessi o club, non ha formalmente dato alcuna risposta.

## Problemi correlati all'AIDS e alla diffusione dell'HIV
Nel 1988 il ministero della salute aveva pubblicato un rapporto sui casi d'infezione da HIV presenti in Kuwait, specificando cittadinanza, stato civile e orientamento sessuale. Nel 2004 un rapporto delle Nazioni Unite ha rilevato che circa il 6% dei casi di trasmissione conosciuta della sindrome sono stati il risultato di rapporti sessuali non protetti tra uomini.
A partire dal 1992 l'assemblea nazionale ha bandito qualsiasi informazione riguardante la trasmissione del virus tra persone.